# Triumph TR4/5

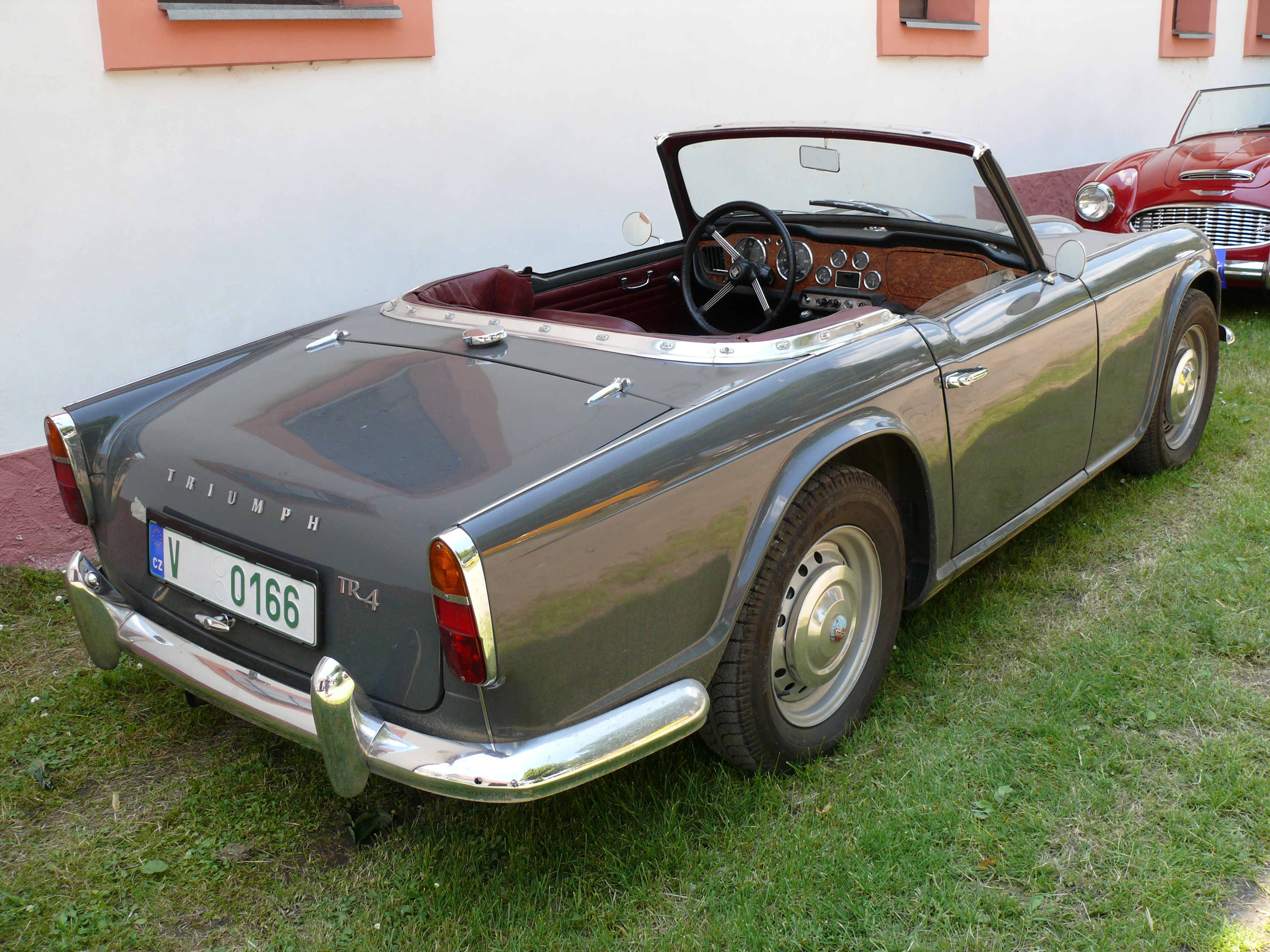
Triumph TR4

Triumph TR4 se poprvé objevil v roce 1962. Modely TR4 a TR5 se vyráběly do roku 1976, kdy je
nahradil model TR6. Jeho předchůdcem byl typ TR3. Vyrobeno bylo necelých 100 000
vozů.
Od svých předchůdců, modelů TR2 a TR3, se kterými měl mnoho společného a za kterých převzal některé
mechanické části, ho lišila především moderní karoserie od italského návrháře Michelottiho. Model
TR4 poháněl řadový čtyřválec s výkonem 100 koní dosahoval maximální rychlosti 165 km/h. Pevná zadní
náprava a širší rozchod kol zaručoval dobré jízdní vlastnosti. Další inovací bylo zavedení zcela
synchronizované převodovky. Posádka mohla ocenit i větší prostor a lepší ventilaci v interiéru,
který získal také větší míru luxusu. Model TR4 se také pyšnil prvotní platformou odnímatelného
střešního panelu „Targa“, který později převzal automobil Porsche 911. Ohlasy po větších
výkonech byly vyslyšeny v roce 1967, kdy se představil model TR5. Čtyřválec vystřídal šestiválec s
vyšším objemem 2498 cm3. Výkon vzrostl na 150 koní. Maximální rychlost vzrostla na 200
km/h. Model byl ale vystřídán za pouhých 15 měsíců typem TR6. Mechanické části se prakticky
nezměnily, ale největší změnou byla karoserie od německé firmy Karmann.